# Kholmskaia
Kholmskaia - Холмская (rus) és una stanitsa del krai de Krasnodar, a Rússia. És a la vora del riu Khabl, a 18 km a l'est d'Abinsk i a 54 km a l'oest de Krasnodar. Pertanyen a aquesta stanitsa els khútors de Vorobiov, Kràvtxenko, Krasnooktiabrski, Pervomaiski i Khabl; i els possiolki de Novossadovi, Novi, Sinegorsk i Sosnóvaia Rosxa.